# Władimir Striekopytow
Władimir Wasiljewicz Striekopytow, ros. Владимир Васильевич Стрекопытов (ur. w 1890 r. w Tule, zm. w 1941 r. w ZSRR) – rosyjski wojskowy (pułkownik), bojownik antybolszewicki, emigrant.
Ukończył szkołę miejską w Tule. Działał w Partii Socjalistów-Rewolucjonistów (eserów). Zmobilizowano go do armii rosyjskiej. Brał udział w I wojnie światowej, dochodząc do stopnia sztabskapitana (według części źródeł praporszczika). W 1918 r. wstąpił do wojska bolszewickiego. Na pocz. 1919 r. pełnił funkcję szefa zaopatrzenia 68 Pułku Strzeleckiego. Pod koniec marca tego roku w Homlu zorganizował wybuch buntu przeciwko władzy bolszewickiej Brygady Tulskiej 8 Dywizji Strzeleckiej (patrz: Bunt Striekopytowa). Po jego szybkim upadku przedostał się do wojsk ukraińskich Semena Petlury. Wstąpił następnie do Armii Północno-Zachodniej gen. Nikołaja N. Judenicza. Mianowano go pułkownikiem. Objął dowództwo Dywizji Tulskiej. Po klęsce wojsk Białych na pocz. 1920 r., zamieszkał w Estonii. Organizował spółdzielnie ze swoich byłych podkomendnych. Po zajęciu państwa przez Armię Czerwoną latem 1940 r., został aresztowany przez NKWD. Po procesie skazano go na karę śmierci i stracono.